# Carl Cassegård
Carl Cassegård (* im 20. Jahrhundert) ist ein schwedischer Soziologe.
Cassegård promovierte 2002 an der Universität Kyōto, gefolgt von einer weiteren Promotion zwei Jahre später an der Universität Lund. Beide Arbeiten sind thematisch dem Bereich der Kultursoziologie zuzuordnen. Seit 2009 lehrt und forscht er im Fachbereich Soziologie an der Universität Göteborg. Dort ist er Professor im Department of Sociology and Work Science. Zu seinen Forschungsgebieten gehören Soziale Bewegungen und in jüngerer Zeit Umweltbewegungen. In theoretischer Hinsicht bezieht er sich auf Marxismus und insbesondere kritische Theorie und arbeitet dabei auch im Bereich des Ökosozialismus. Dabei geht es ihm daraum, „Kritische Theorie für die ökologische Frage der Gegenwart nutzbar zu machen“.

## Veröffentlichungen (Auswahl)
- Shock and Naturalization in Contemporary Japanese Literature, Global Oriental Ltd, Folkestone 2007, ISBN 1-905246-29-3.
- Youth Movements, Trauma and Alternative Space in Contemporary Japan, Brill, Leiden 2014, ISBN 978-90-04-24591-4.
- als Mitherausgeber: Climate action in a globalizing world. Comparative perspectives on environmental movements in the global North, Roudledge, New York/London 2017, ISBN 978-1-138-66730-3.
- Toward a Critical Theory of Nature. Capital, Ecology, and Dialectics, Bloomsbury, New York 2021, ISBN 978-1-35017-626-3.

## Belege
1. ↑  Sofern nicht anders angegeben, beruhen die Angaben auf dem biographischen Abriss auf https://www.gu.se/en/about/find-staff/carlcassegard
2. ↑  Daniela Russ: Ein Strohmann wird lebendig Rezension zu „Toward a Critical Theory of Nature. Capital, Ecology, and Dialectics“ von Carl Cassegård. In: sozioplis.de. 13. April 2022, abgerufen am 13. April 2022.

| Personendaten    | Personendaten          |
| ---------------- | ---------------------- |
| NAME             | Cassegård, Carl        |
| KURZBESCHREIBUNG | schwedischer Soziologe |
| GEBURTSDATUM     | 20. Jahrhundert        |